# Пилипенко, Владимир Александрович
Владимир Александрович Пилипенко (род. 18 июля 1949, Мозырь) — советский и белорусский физик. Член-корреспондент Национальной академии наук Беларуси (2000), доктор технических наук (1991), профессор (1995).

## Биография
Владимир Александрович Пилипенко родился 18 июля 1949 года в г. Мозыре Гомельской области в семье служащих, по национальности — белорус. В 1966 году с серебряной медалью окончил среднюю школу № 4 в г. Мозыре и поступил на первый курс физического факультета отделения радиофизики и электроники Белорусского государственного университета им. В. И. Ленина. В 1971 году окончил данный факультет и был направлен на работу в СКТБ завода полупроводниковых приборов им. Ф. Э. Дзержинского, где прошёл путь от инженера до заместителя директора Государственного центра «Белмикроанализ» научно-технического центра «Белмикросистемы» ОАО «Интеграл».
В 1981 году после окончания заочной аспирантуры защитил кандидатскую диссертацию по специальности твердотельная электроника и интегральная схемотехника, включая материалы, технологию и специальное оборудование. В 1990 году защитил докторскую диссертацию по специальности твердотельная электроника и микроэлектроника.
С 1981 года по совместительству работает в Белорусском государственном университете в качестве преподавателя. В 1995 году получил звание профессора, где и сейчас работает по совместительству профессором. В 2000 году избран член-корреспондентом НАН Беларуси.
В настоящее время является председателем экспертного совета ВАК РБ; заместителем председателя Совета по защите диссертаций Д 02.01.16 в БГУ; членом Государственного экспертного совета «Открытые конкурсы отдельных научных исследований» ГКНТ; членом НТС по подпрограмме «Микроэлектроника электронной элементной базы» программы «Микроэлектроника 2016—2020 г. г.»; членом наблюдательного совета ОАО «ИНТЕГРАЛ»; членом НТС по ГНТП «Оптиэл» в Институте физики НАН Беларуси; членом нанотехнологического общества России; членом Совета физического факультета БГУ; членом бюро правления Белорусского физического общества; членом редколлегий журналов «Доклады БГУИР» и «Приборы и методы измерений»; членом Международного института инженеров по электротехнике и электронике (IEEE, Нью-Йорк, США); включение в списки изданий Американского биографического института (США).
Состав семьи:
Пилипенко Елена Никитична — жена, 1949 года рождения, пенсионерка;
Дочь — Корниевич Наталья Владимировна, 1972 года рождения, начальник отдела ОАО «ИНТЕГРАЛ»;
Дочь — Пилипенко Ирина Владимировна, 1978 года рождения, ведущий специалист по организации автомобильных перевозок частного транспортного унитарного предприятия «Калгер».
Отец — Пилипенко Александр Иванович (1919 — 27 февраля 2000), работал на партийной и советской работе, инвалид Великой Отечественной войны 2-й группы.
Мать — Хренова Лидия Андреевна (1924 — 6 февраля 2014), врач.

## Награды и достижения
В 1997 году за активную деятельность по выполнению научно-технической программы «Белэлектроника» и организацию работы Государственного экспертного совета по радиоэлектронике, приборостроению и вычислительной технике был награждён почётной грамотой ГКНТ, а в 2004 году за активную работу по подготовке и аттестации научных и научно-педагогических кадров высшей квалификации — почётной грамотой ВАК РБ.
В 2000 году с коллективом сотрудников института физики НАН Беларуси с научной работой «Разработка аппаратуры и методов лазерной очистки художественных произведений из металла» стал победителем конкурса в отделении физики, математики и информатики НАН Беларуси за лучшую работу в области научно-технических разработок и практического использования результатов исследований в народном хозяйстве Республики Беларусь.
В 2008 году в связи с 80-летием НАН Беларуси был награждён медалью 80 лет Национальной академии наук Беларуси, а в 2014 году памятным знаком «В честь основания Национальной академии наук Беларуси». За многолетнюю активную работу в системе подготовки и аттестации научных кадров высшей квалификации 2010 году была объявлена благодарность, а в 2018 году вручена почётная грамота от председателя высшей аттестационной комиссии республики Беларусь.
В 2010 году Международным биографическим центром (Кембридж, Англия) включён в информационный справочник «2000 Выдающихся Интеллектуалов 21-го Века».
За цикл работ «Фазовые и структурные модификации поверхностных слоёв и плёнок в технологии полупроводниковых приборов и СБИС» в 2011 году стал лауреатом премии академий наук Украины, Беларуси и Молдовы.
В связи с 50-м ОАО «ИНТЕГРАЛ» в 2013 году за большой вклад в развитие научных исследований и разработку технологии создания интегральных микросхем на базе быстрых термических обработок была объявлена благодарность от председателя президиума НАН Беларуси, а в 2015 году за значительный личный вклад в развитие науки и инновационной деятельности была вручена грамота министерства образования Республики Беларусь.

## Научная деятельность
В. А. Пилипенко — известный учёный в области материаловедения, микро- и наноэлектроники. По инициативе и под руководством В. А. Пилипенко в конце 1970-х годов начались исследования в области управляемой модификации свойств полупроводников, тонких плёнок металлов и диэлектриков путём воздействия на них мощными импульсами светового потока с использованием как лазерных, так и ламповых источников излучения. Выполнены пионерские работы по изучению возможности применения таких обработок для целей микроэлектроники. Обнаружен ряд новых явлений: уменьшение энергии активации процесса окисления кремния на его начальном этапе в среде сухого кислорода при импульсной световой обработке в режиме теплового баланса; удвоение коэффициента диффузии примесей и отсутствие эффекта оттеснения базы эмиттером при твердофазной рекристаллизации ионнолегированных слоёв кремния под воздействием светового потока; формирование равновесной, термостабильной структуры легированных плёнок алюминия и их контакта к кремнию за счёт быстрой термической обработки плёнок после напыления при температуре, превышающей температуру последующих термообработок; одностадийное формирование дисилицида титана модификации С54 при быстрой термообработке в атмосфере азота, обусловленное диффузией титана в кремний на низкотемпературной стадии БТО и диффузией кремния в силицид, обогащённый титаном, на высокотемпературной стадии и ряд других. На основании полученных результатов им впервые установлено, что нагрев любого теплоизолированного материала световым излучением за время меньшее или равное времени установления в его объёме теплового баланса сопровождается уменьшением энергии активации изменения его структуры, фазового состава и электрофизических параметров.
В. А. Пилипенко одним из первых начал исследования по изучению термических напряжений, возникающих в образцах при быстрой термической обработке. Им разработаны методы расчёта температурных режимов и определены оптимальные условия, обеспечивающие минимизацию величины возникающих термических напряжений, а также предложены аналитические модели, описывающие процессы оплавления легкоплавких стёкол, геттерирования, рекристаллизации плёнок алюминия и диффузионного синтеза дисилицида титана.
На основании полученных теоретических и экспериментальных исследований им была разработана новая технология создания интегральных микросхем на базе быстрых термических обработок, не имеющая мировых аналогов и защищённая 20 авторскими свидетельствами СССР на изобретения, 4 авторскими свидетельствами РБ. Данная технология включает в себя отжиг ионнолегированных слоёв, оплавление легкоплавких стёкол, формирование термостабильной многослойной металлизации СБИС на основе алюминия, формирование силицидов тугоплавких и благородных металлов, геттерирование быстродиффундирующих примесей, окисление и другие процессы. В настоящее время технология, основанная на быстрых термических обработках, основы которой в 1980-е годы были заложены Пилипенко В. А., нашли широкое применение на ведущих микроэлектронных фирмах мира, выпускающих микросхемы с субмикронными нормами проектирования.
На протяжении многих лет В. А. Пилипенко ведёт большую научную и научно-организационную работу. Он является членом научно-технических советов ОАО «ИНТЕГРАЛ» и Филиала НТЦ «Белмикросистемы» ОАО «ИНТЕГРАЛ»; членом комиссии по проведению конкурса «Отправь свою идею в космос», проводимого БГУ; упоминание Американским биографическим институтом (США); членом международного института инженеров по электротехнике и электронике (IEEE, Нью-Йорк, США), а также входит в ряд оргкомитетов международных научно-технических конференций.

## Публикации
За время своей научной деятельности опубликовано 439 научных работ, как в нашей стране, так и за рубежом, в том числе 13 монографий, 38 авторских свидетельств, 7 патентов РБ и 2 патента Украины на изобретения. За изобретательскую деятельность награждён нагрудным знаком «Изобретатель СССР». Под его руководством 6 сотрудников НТЦ «Белмикросистемы» и других организаций защитили кандидатские диссертации. Экономический эффект от проведённых разработок составил более 5 млн долларов США.
- Пилипенко В. А., Анищик В. М., Горушко В. А., Пономарь В. Н., Понарядов В. В., Пилипенко И. В. Физические основы быстрой термообработки. Температурные поля и конструктивные особенности оборудования (монография) — Минск, БГУ, 2000
- Пилипенко В. А., Анищик В. М., Горушко В. А., Пономарь В. Н., Понарядов В. В., Пилипенко И. В. Физические основы быстрой термообработки. Создание многоуровневой металлизации. (монография) — Минск: БГУ, 2000
- Пилипенко В. А., Анищик В. М., Горушко В. А., Пономарь В. Н., Понарядов В. В. Физические основы быстрой термообработки. Геттерирование, отжиг ионнолегированых слоёв, БТО в технологии СБИС. (монография) — Минск, БГУ, 2001
- Пилипенко В. А Анищик В. М. Горушко В. А. Пономарь В. Н. Понарядов В. В. Ухов В. А. Чигирь Г. Г. Физические основы быстрой термообработки. Отжиг поликристаллического кремния, диэлектрических плёнок, очистка поверхности и эпитаксия (монография) — Минск, БГУ, 2002
- Пилипенко В. А Пономарь В. Н. Горушко В. А. Солонинко А. А. Физические измерения в микроэлектронике (монография) — Минск, БГУ, 2003
- Пилипенко В. А Пономарь В. Н. Горушко В. А. Солонинко А. А. Быстрые термообработки в технологии СБИС (монография) — Минск, БГУ, 2004
- Пилипенко В. А Агеев О. А. Беляев А. Е. Болтовец Н. С. Конакова Р. В. Миленин В. В. Фазы внедрения в технологии полупроводниковых приборов и СБИС (монография) — Харьков: НТК «Институт монокристаллов», 2008
- Пилипенко В. А Наливайко О. Ю. Солодуха В. А. Колос В. В. Белоус А. И. Липиская Т. И. Челядинский А. Р. Васильев Ю. Б. Архипова Л. И. Бахматова Н. А. Медведева А. Б. Гранько С. В. Соловьёв В. Я. Комаров Ф. Ф. Семченко А. В. Голосов Д. А. Нелаев В. В. Стемпицкий Р. В. Керенцев А. Ф. Чигирь Г. Г. Петлицкий А. Н. Любич Т. М. Базовые технологические процессы изготовления полупроводниковых приборов и интегральных микросхем на кремнии (монография). — Минск, «Интегралполиграф», т.1, 2013
- Пилипенко В. А Наливайко О. Ю. Солодуха В. А. Колос В. В. Белоус А. И. Липиская Т. И. Челядинский А. Р. Васильев Ю. Б. Архипова Л. И. Бахматова Н. А. Медведева А. Б. Гранько С. В. Соловьёв В. Я. Комаров Ф. Ф. Семченко А. В. Голосов Д. А. Нелаев В. В. Стемпицкий Р. В. Керенцев А. Ф. Чигирь Г. Г. Петлицкий А. Н. Любич Т. М. Базовые технологические процессы изготовления полупроводниковых приборов и интегральных микросхем на кремнии (монография). — Минск, «Интегралполиграф», т.2, 2013
- Пилипенко В. А Наливайко О. Ю. Солодуха В. А. Колос В. В. Белоус А. И. Липиская Т. И. Челядинский А. Р. Васильев Ю. Б. Архипова Л. И. Бахматова Н. А. Медведева А. Б. Гранько С. В. Соловьёв В. Я. Комаров Ф. Ф. Семченко А. В. Голосов Д. А. Нелаев В. В. Стемпицкий Р. В. Керенцев А. Ф. Чигирь Г. Г. Петлицкий А. Н. Любич Т. М. Базовые технологические процессы изготовления полупроводниковых приборов и интегральных микросхем на кремнии (монография). — Минск, «Интегралполиграф», т.3, 2013 .
- Pilipenko V.A. Solodukha V.A Gorushko V.A. Influence of Fast Thermal Treatment on the Electrophy-sical Properties of Silicon Dioxide — Journal of Engi-neering Physics and Thermophy-sics, v.91, № 5, 2018. — 1337 с.
- Пилипенко В. А. Солодуха В. А. Горушко В. А. Влияние быстрой термической обработки на электрофизические свойства двуокиси кремния — ИФЖ, т.91, № 5, 2018. — 1408 с.
- Пилипенко В. А. Солодуха В. А. Белоус А. И. Ефименко С. А. Основы силовой электроники — М.: Техносфера, 2019
- Pilipenko V. Solodukha V. Zharin A. Gusev O. Vorobey R. Panteleev K. Tyavlovsky A. Tyavlovsky K. Bondariev V. Influence of the rapid thermal treatment of the initial silicon wafers on the electro-physical properties of silicon dioxide, obtained with pyrogenous oxidation — High Temperature Material Proces-ses, v.23, № 4, 2019. — 283 с.
- Пилипенко В. А. Беляев А. Е. Болтовец Н. С. Кладько В. П. Сафрюк-Романенко Н. В. Любченко А. И. Шеремет В. Н. Шинкаренко В. В. Слепова А. С. Петлицкая Т. В. Пилипчук А. С. Конакова Р. В. Саченко А. В. Особенности температурной зависимости удельного контактного сопротивления диффузионных кремниевых структур Au-Ti-Pd-n+-n-Si — Физика и техника полупроводников, т.53, вып. 4, 2019. — 485 с.
- Пилипенко В. А. Достанко А. П. Аваков С. М. Плебанович В. И. Мельников С. Н. Голосов Д. А. Завадский С. М. Телеш Е. В. Солодуха В. А. Петухов И. Б. Ковальчук И. Б. Школык С. Б. Ланин В. Л. Лаппо А. И. Петлицкий А. Н. Инновационные технологии и оборудование микроэлектронного производства — Минск: Беларуская навука, 2020.
- Пилипенко В. А. Солодуха В. А. Комаров Ф. Ф. Горушко В. А. Структурно-фазовые переходы в системе Pt-Si при её быстрой термообработке — Доклады национальной академии наук Беларуси, т.64, № 2, 2020. — 238 с.